# Étrepigney
Étrepigney és un municipi francès situat al departament del Jura i a la regió de Borgonya - Franc Comtat. L'any 2007 tenia 387 habitants.

## Demografia

### Població
El 2007 la població de fet d'Étrepigney era de 387 persones. Hi havia 155 famílies de les quals 41 eren unipersonals (12 homes vivint sols i 29 dones vivint soles), 45 parelles sense fills, 53 parelles amb fills i 16 famílies monoparentals amb fills.
La població ha evolucionat segons el següent gràfic:
Habitants censats

### Habitatges
El 2007 hi havia 183 habitatges, 157 eren l'habitatge principal de la família, 15 eren segones residències i 10 estaven desocupats. 161 eren cases i 19 eren apartaments. Dels 157 habitatges principals, 126 estaven ocupats pels seus propietaris, 26 estaven llogats i ocupats pels llogaters i 6 estaven cedits a títol gratuït; 3 tenien dues cambres, 22 en tenien tres, 49 en tenien quatre i 83 en tenien cinc o més. 138 habitatges disposaven pel capbaix d'una plaça de pàrquing. A 54 habitatges hi havia un automòbil i a 89 n'hi havia dos o més.

### Piràmide de població
La piràmide de població per edats i sexe el 2009 era:
| Homes | Edats   | Dones |
| ----- | ------- | ----- |
| 0     | 95 o +  | 0     |
| 0     | 90 a 94 | 4     |
| 4     | 85 a 89 | 0     |
| 4     | 80 a 84 | 4     |
| 4     | 75 a 79 | 4     |
| 8     | 70 a 74 | 4     |
| 8     | 65 a 69 | 8     |
| 16    | 60 a 64 | 24    |
| 16    | 55 a 59 | 12    |
| 0     | 50 a 54 | 0     |
| 8     | 45 a 49 | 12    |
| 20    | 40 a 44 | 8     |
| 12    | 35 a 39 | 16    |
| 20    | 30 a 34 | 24    |
| 12    | 25 a 29 | 8     |
| 4     | 20 a 24 | 0     |
| 20    | 15 a 19 | 4     |
| 12    | 10 a 14 | 4     |
| 24    | 5 a 9   | 16    |
| 8     | 0 a 4   | 4     |

## Economia
El 2007 la població en edat de treballar era de 242 persones, 179 eren actives i 63 eren inactives. De les 179 persones actives 165 estaven ocupades (89 homes i 76 dones) i 14 estaven aturades (7 homes i 7 dones). De les 63 persones inactives 27 estaven jubilades, 17 estaven estudiant i 19 estaven classificades com a «altres inactius».

### Ingressos
El 2009 a Étrepigney hi havia 164 unitats fiscals que integraven 422 persones, la mediana anual d'ingressos fiscals per persona era de 17.694 €.

### Activitats econòmiques
Dels 7 establiments que hi havia el 2007, 2 eren d'empreses de fabricació d'altres productes industrials, 2 d'empreses de comerç i reparació d'automòbils, 2 d'empreses d'hostatgeria i restauració i 1 d'una empresa de serveis.
L'únic servei als particulars que hi havia el 2009 era un restaurant.
L'any 2000 a Étrepigney hi havia 11 explotacions agrícoles.

## Equipaments sanitaris i escolars
El 2009 hi havia una escola elemental integrada dins d'un grup escolar amb les comunes properes formant una escola dispersa.

## Poblacions més properes
El següent diagrama mostra les poblacions més properes.